# Reinhard Libuda
Reinhard Libuda (Wendlinghausen, 1943. október 10. – Gelsenkirchen, 1996. augusztus 25.) világbajnoki bronzérmes nyugatnémet válogatott német labdarúgó, csatár.

## Pályafutása

### Klubcsapatban
A Rot-Weiß Bismarck csapatában kezdte a labdarúgást, majd 1954-től a Schalke 04 korosztályos csapataiban szerepelt. 1961-ben mutatkozott be az első csapatban. 1965 és 1968 között a Borussia Dortmund labdarúgója volt, ahol bajnoki ezüstérmet és KEK-győzelmet szerzett a csapattal. 1968-ban visszatért a Schalkéhoz. 1969 és 1972 között az együttes csapatkapitánya volt. Tagja volt az 1971–72-es bajnoki ezüstérmes és 1972-es nyugatnémet kupagyőztes csapatnak. 1971. tavaszán bundabotrányba keveredett több csapattársával. 1972-ben örökre eltiltották a játéktól. Eltiltása alatt 1972–73-ban a francia RC Strasbourg csapatában szerepelt. Majd visszatért a Schalkéhoz, ahol 1974-től újra játszott, miután eltiltását megszüntették. 1976 itt vonult vissza az aktív labdarúgástól.

### A válogatottban
1964 és 1966 között kétszer szerepelt az NSZK U21-es válogatottjában. 1963 és 1971 között 26 alkalommal szerepelt a nyugatnémet válogatottban és három gólt szerzett. Tagja volt 1970-es világbajnoki bronzérmes csapatnak.

## Sikerei, díjai
NSZK
- Világbajnokság
  - bronzérmes: 1970, Mexikó

 Borussia Dortmund
- Nyugatnémet bajnokság (Bundesliga)
  - 2.: 1965–66
- Kupagyőztesek Európa-kupája (KEK)
  - győztes: 1965–66

 Schalke 04
- Nyugatnémet bajnokság (Bundesliga)
  - 2.: 1971–72
- Nyugatnémet kupa (DFB-Pokal)
  - győztes: 1972